# Staatsstreich in Ecuador 2000
Der Staatsstreich in Ecuador 2000 war ein Staatsstreich, der vom 21. bis 22. Januar 2000 stattfand, in dessen Verlauf der Präsident Jamil Mahuad verbannt wurde und der damalige Vizepräsident Gustavo Noboa sein Amt übernahm. Der Putsch wurde von CONAIE, Carlos Solórzano Constantine und einer Gruppe von mittleren und niedrigen Militärführern unter der Führung von Oberst Lucio Gutiérrez angestoßen.

## Banken-, Währungs- und Staatsschuldenkrise
Bis 1992 hatte die Zentralbank das Monopol auf Währungs- und Devisentätigkeiten. Das private Bankwesen wurde 1994 von der Regierung von Sixto Durán Ballén und dessen Vize bis 1995, Alberto Dahik Garzoni, von Kontrollmechanismen befreit, dazu gehörte auch die freie Vereinbarkeit von Zinsen.
Der Cenepa-Krieg mit Peru führte ab 1995 zu hohen Rüstungskosten.
Faule Kredite brachten die Kreditinstitute zur Zahlungsunfähigkeit.
Die Kreditpraxis war notorisch und 1999 wollten die Sparer ihr Geld von den Banken abheben, worauf die Regierung Bankferien verordnete.

## Feriado bancario
Am 8. März 1999 wurde ein 24-Stunden-Feiertag erklärt, der schließlich 5 Tage dauerte. Alle Finanzoperationen wurden ausgesetzt. In der Zwischenzeit verfügte Mahuad ein Jahr lang das Einfrieren von Einlagen von den Konten von mehr als 2 Millionen Sucres. Trotzdem gingen Banken „bankrott“ und Kosten gingen zu Lasten des Staates, welcher diese Belastung des Haushaltes an die Bevölkerung weiterreichte. Zum Beispiel durch Reduzierung von Ausgaben im Bereich Soziales und der Erhöhung von Dienstleistungsgebühren.
Im März 1999 protestierten die Indigenen gegen die Sperrung der privaten Konten im Rahmen des feriado bancario, wobei über eine Million Indigener in zehn Provinzen des Hochlandes und sechs des Amazonasgebietes vier Tage lang die Durchgangsstraßen blockerierten.
Im Haushalt nicht vorgesehene Ausgaben, die der ecuadorianischen Wirtschaft Liquidität entzogen, endeten in der Bankenkrise von 1998–1999 und 60 % der Haushaltskürzungen der Fuerzas Armadas del Ecuador.
Hinzu kommen die schwerwiegenden Korruptionsfälle der Mahuad-Regierung.
Die Popularität von Präsident Mahuad sank in seiner Amtszeit von 60 % im Jahr 1998 auf 6 % im Januar 2000.
In den letzten Tagen des Jahres 1999 kündigte Mahuad die Dollarisierung der ecuadorianischen Wirtschaft sowie mehrere mit dem Internationalen Währungsfonds vereinbarte Maßnahmen an.

## Der Putsch
Als Reaktion auf die Wirtschaftspolitik Mahuads: Wirtschaftspläne, Bankferien und die Finanzkrise von 1999, bewegten sich Indigene aus dem Amazonasgebiet und dem Norden Ecuadors und versammelten sich am 21. Januar 2000 in Quito und forderten den Rücktritt von Mahuad. Ihrer bewegten Versammlung hatten sich auf dem Weg Lucio Gutiérrez und weitere Militärs angeschlossen.
Gegen Mittag besetzte die bewegte Versammlung das Parlament und den Obersten Gerichtshof, wobei sich die Polizei zurückzog. Lucio Gutiérrez, Carlos Solórzano und der Vorsitzende von CONAIE, Antonio Vargas proklamierten sich als Triumvirat zur Regierung der nationalen Rettung und besetzten das Parlament. Dies führte zu Konsultationen zwischen Generälen, Politikern und US-Diplomaten.
In den Nachmittags- und Abendstunden zog die bewegte Versammlung der Indigenen vor den Amtssitz des Präsidenten, der Generalstab versagte Mahuad die Unterstützung, worauf dieser Asyl in der chilenischen Botschaft erhielt.

## Consejo Supremo de Estado
Am Abend nahm das Triumvirat den Regierungssitz ein. Der Generalstab wechselte Gutierrez gegen General Carlos Mendoza Poveda, dem Verteidigungsminister von Mahuad im Triumvirat aus. Am frühen Morgen des 22. Januar 2000 zwang der Generalstab Mendoza zum Rücktritt und Vizepräsident Gustavo Noboa wurde Präsident von des Generalstabs Gnaden. Dass der Vizepräsident das Amt des Präsidenten übernimmt sieht die Verfassung auf Initiative des Parlaments vor. Die Putschisten wurden verhaftet und vom Parlament in der Amtszeit von Noboa amnestiert. Mahuad ging nach seiner De-facto-Absetzung ins Exil in die Vereinigten Staaten.